# Andrzej Grabiński (prawnik)
Andrzej Grabiński (ur. 16 grudnia 1956 we Wrocławiu) – polski prawnik, adwokat, zastępca przewodniczącego Trybunału Stanu (2007–2015).

## Życiorys
W 1979 ukończył studia prawnicze na Uniwersytecie Wrocławskim, po których do 1981 odbywał aplikację sędziowską. Od 1985 prowadzi praktykę adwokacką, początkowo w Oławie, a od 1990 we Wrocławiu. Jest także działaczem samorządu adwokackiego, przez dwie kadencje zasiadał w Okręgowej Radzie Adwokackiej we Wrocławiu, był także członkiem jej sądu dyscyplinarnego. Pełnił funkcję przewodniczącego Komisji Kształcenia Aplikantów Adwokackich przy Naczelnej Radzie Adwokackiej, a w latach 2004–2007 wchodził w skład NRA. W 2013 został wybrany na dziekana Okręgowej Rady Adwokackiej we Wrocławiu.
W 2005 został po raz pierwszy wybrany do Trybunału Stanu. W 2007 powołano go ponownie, dodatkowo został wiceprzewodniczącym TS. Rekomendującym go klubem parlamentarnym było Prawo i Sprawiedliwość. 2 grudnia 2011 Sejm również z rekomendacji PiS powierzył mu funkcję zastępcy przewodniczącego Trybunału Stanu na kolejną kadencję. Andrzej Grabiński został zgłoszony wówczas po dwukrotnym odrzuceniu kandydatury Karola Karskiego na tę funkcję.